# Académie royale néerlandaise des arts et des sciences
 (février 2016).
Si vous disposez d'ouvrages ou d'articles de référence ou si vous connaissez des sites web de qualité traitant du thème abordé ici, merci de compléter l'article en donnant les références utiles à sa vérifiabilité et en les liant à la section « Notes et références ».
L'Académie royale néerlandaise des arts et des sciences (en néerlandais : Koninklijke Nederlandse Akademie van Wetenschappen, KNAW), est une association de scientifiques qui siège à la Trippenhuis d'Amsterdam.

## Histoire de l'Académie

### L'Institut royal des sciences
Au XVIIIe siècle, plusieurs associations pour la promotion des sciences sont fondées, dont quelques-unes existent toujours : la Société royale hollandaise des sciences, datant de 1752, et l'Association batave pour la philosophie expérimentale, datant de 1761. Les associations ont un caractère local ou provincial, mais se ressemblaient quant à leurs structures et méthodes. On organise des concours et on publie les meilleurs essais. Une section, l'Oeconomische Tak ((fr) Branche Économique) datant de 1777, incite les entrepreneurs à apprendre aux enfants à filer et à tisser. Cette Oeconomische Tak est le précurseur de l'actuelle Nederlandsche Maatschappij voor Nijverheid en Handel (NMNH, (fr) Société néerlandaise pour l'industrie et le commerce). 
Pendant l'occupation française (1794-1813), les provinces sont unifiées dans un seul Royaume. On souhaite alors un institut national de sciences similaire à celui de Paris. En 1808, Louis Bonaparte, roi du Royaume de Hollande, installe l'Institut royal des sciences, de son nom complet Koninklijk Instituut van Wetenschappen, Letterkunde en Schoone Kunsten dont la fonction principale est le conseil culturel. On considère cet institut le précurseur de l'Académie royale néerlandaise des sciences. Le premier président est le poète Willem Bilderdijk ; il a pour successeur en 1817 Samuel Iperusz. Wiselius (en).
Cet Institut est supprimé en 1851 et la même année est créée l'Académie des sciences, qui a pour but la promotion des mathématiques et des sciences naturelles ; en 1855, on y ajoute la promotion des sciences des langues, des lettres, de l'histoire et de la philosophie. 
L'homme d'État Thorbecke a joué un rôle important dans la suppression de l'Institut et la création de l'Académie. Depuis lors, l'Académie se concentre sur la promotion de la science néerlandaise. Du fait du changement de sujet, plusieurs anciens membres de l'Institut ne peuvent pas devenir membre de l'Académie. Quand on refuse Da Costa ; Groen van Prinsterer refuse par protestation sa nomination. Thorbecke, impliqué dans la suppression de l'Institut, n'est pas nommé membre de l'Académie. 
Le nom actuel Koninklijke Nederlandse Akademie van Wetenschappen date de 1938. Pendant l'Occupation allemande de 1940 à 1945 le prédicat Koninklijk était interdit.

## But et fonctions de l'Académie
Le but de l'Académie est la promotion de l'exercice de la science aux Pays-Bas. Beaucoup de pays ont des institutions comparables, par exemple la Royal Society au Royaume-Uni et l'Académie nationale des sciences aux États-Unis.
Des fonctions spécifiques sont : 
- donner des conseils au sujet de l'exercice des sciences ;
- donner des jugements sur la qualité de la recherche scientifique ;
- être un forum pour les scientifiques et promouvoir la coopération internationale ;
- être l'organisme de coordination pour les institutions de recherche scientifique.

## Les membres, la structure de l'Académie
Les membres sont nommés à vie. Il y a un maximum de 200 membres au-dessous de 65 ans. Ils sont admis par cooptation, éventuellement sur proposition externe à la KNAW. Le critère est la prestation scientifique. En plus des membres ordinaires, il y a des membres extra-ordinaires, dont des membres à l'étranger et des correspondants.
La KNAW a deux départements : 
- Les sciences naturelles (mathématiques, physique, astronomie, géographie, médecine et biologie, sciences techniques) avec 110 membres ordinaires, et
- Les lettres (sciences humaines, droit, psychologie, sociologie) avec 90 membres ordinaires.

Les deux départements ont chacun leur comité de direction. Au-dessus d'eux est le comité de direction générale de l'Académie, formé des membres des directions des deux sections. Le président actuel est le professeur Dr Frits van Oostrom, son prédécesseur était le professeur Dr Willem Levelt (en). Le plus haut organisme de l'Académie est l'assemblée générale ou assemblée unie des deux départements. 
Les départements sont subdivisés en sections par discipline. Chaque membre de l'Académie est membre d'une section, et il ne peut pas changer de section. Quand un membre atteint 65 ans, ou quand il change de pays, la section pourvoit à sa succession. 
L'Académie veut augmenter le nombre de membres féminines, mais jusqu'à maintenant il n'y en que très peu. 

### L'Académie des jeunes
L'Académie des jeunes a été formée en 2005 et est considérée comme un troisième département. L'Académie des jeunes est composée de membres temporaires. Chaque année, sont choisis 10 membres pour l'Académie des jeunes : de jeunes chercheurs qui ont passé leur thèse d'État il y a moins de dix ans, qui se sont prouvés scientifiquement et qui possèdent un large intérêt dans les sciences. 
On ne reste membre que cinq ans.

## Les institutions de recherche
La KNAW a la coordination de plusieurs institutions de recherche
- Centraalbureau voor Schimmelcultures (CBS)
- Data Archiving and Networked Services (nl) (DANS)
- Huygens Instituut (CHI)
- Institut Huygens d'histoire des Pays-Bas (Huygens ING)
- Académie frisonne
- Hubrecht Laboratorium
- Institut international d'histoire sociale (IISG)
- Interuniversitair Cardiologisch Instituut Nederland (nl) (ICIN)
- Nederlands Instituut voor Neurowetenschappen (NIN)
- Koninklijk Instituut voor Taal-, Land- en Volkenkunde (nl) (KITLV)
- Meertens Instituut (en)
- Nederlands Instituut voor Ecologie (nl) (NIOO)
- Nederlands Instituut voor Oorlogsdocumentatie (NIOD)
- Nederlands Instituut voor Wetenschappelijke Informatiediensten (nl) (NIWI)
- Nederlands Interdisciplinair Demografisch Instituut (nl) (NIDI)
- Netherlands Institute for Advanced Study in the Humanities and Social Sciences (en) (NIAS)
- Rathenau Instituut (en)
- Roosevelt Study Center (en) (RSC)
- Virtual Knowledge Studio (VKS)

## Prix
L'Académie a la responsabilité de l'attribution de plusieurs prix prestigieux dans le domaine des sciences :
- Akademiepenning
- Prix Virologie M.W. Beijerinck : virologie
- Médaille Buys-Ballot : météorologie
- Prix Descartes-Huygens : sciences de la matière, sciences de la vie, sciences humaines et sociales
- Prix Heineken : biochimie et biophysique ; médecine ; sciences environnementales ; sciences cognitives ; art
- Prix Gilles-Holst
- Médaille Leeuwenhoek : microbiologie
- Médaille Lorentz : physique théorique.